# Hammou Fadili
Hammou Fadili (arabe : حمو فضيلي), né en 1957 à Mohammédia, est un joueur de football international marocain, qui évoluait aux postes de Défenseur et de Milieu Défensif. Son nom de famille, «Fadili», est dérivé de «Fedala», l'ancien nom de la ville de Mohammedia. 
Il est le frère cadet de Simohamed Fadili et de Jilali Fadili.

## Biographie

### Carrière en club
Avec l'équipe des FAR de Rabat, il remporte, à trois reprises, le Championnat du Maroc pendant les années 1984, 1987 et 1989 et il remporte la coupe du trône trois fois d'affilée, en 1984 (doublé: coupe et championnat), 1985 et 1986.
Avec l'équipe des FAR, il parvient également à remporter la Coupe des clubs champions africains en 1985.

### Carrière en sélection
Avec l'équipe du Maroc, il participe à la CAN de 1986, en ayant disputé tous les matchs (cinq matchs), avec l'équipe du Maroc qui termine quatrième lors de cette édition.

### Matchs avec l'équipe nationale
1. 12/07/1985 Le Caire : Egypte vs Maroc 0 - 0 Elim. CM 1986
2. 28/07/1985 Casablanca : Maroc vs Egypte 2 - 0 Elim. CM 1986
3. 04/08/1985 Mohammedia : Maroc vs Somalie 3 - 0 Jeux Panarabes
4. 07/08/1985 Rabat : Maroc vs Tunisie 2 - 2 Jeux Panarabes
5. 10/08/1985 Casablanca : Maroc vs Mauritanie 3 - 0 Jeux Panarabes
6. 16/08/1985 Rabat : Maroc vs Irak Rabat 0 - 1 Finale Jeux Panarabes
7. 08/09/1985 Kinshasa : Zaire vs Maroc 0 - 0 Elim. CAN 1986
8. 06/10/1985 Rabat : Maroc - Libye 3 - 0 Elim. CM 1986
9. 18/10/1985 Benghazi : Libye vs Maroc 1 - 0 Elim. CM 1986
10. 19/02/1986 Rabat : Maroc vs Bulgarie 0 - 0 Amical
11. 08/03/1986 Alexandrie : Algérie vs Maroc 0 - 0 CAN 1986
12. 11/03/1986 Alexandrie : Cameroun vs Maroc 1 - 1 CAN 1986
13. 14/03/1986 Zambie - Maroc à Alexandrie 0 - 1 CAN 1986
14. 17/03/1986 Le Caire : Egypte - Maroc 1 - 0 Demi-finale CAN 1986
15. 20/03/1986 Le Caire : Côte d'Ivoire - Maroc 3 - 2 Classement CAN 1986
16. 22/03/1989 Bejaia : Algérie vs Maroc 1 - 1 Amical
17. 24/05/1989 Kénitra : Maroc vs Algérie 1 - 0 Amical
18. 11/06/1989 Kinshasa : Zaïre vs Maroc 0 - 0 Elim. CM 1990
19. 25/06/1989 Lusaka : Zambie vs Maroc 2 - 1 Elim. CM 1990
20. 13/08/1989 Casablanca : Maroc vs Tunisie 0 - 0 Elim. CM 1990
21. 27/08/1989 Kénitra : Maroc vs Zaïre 1 - 1 Elim. CM 1990